# I si no, ens enfadarem
 I si no, ens enfadarem (títol original: ...Altrimenti ci arrabbiamo!) és una pel·lícula italo-espanyola dirigida per Marcello Fondato i estrenada el 1974. Ha estat doblada al català.

## Argument
Havent guanyat una carrera de stock car, Toto i Ben s'emporten un magnífic Buggy. Però, poc després, uns malfactors destrueixen el cotxe. Toto i Ben reten visita al cap de la banda per reclamar una reparació, aquest envia els seus homes als quals Ben no fa més que una queixalada. El cap decideix finalment cridar a un assassí a sou per eliminar els dos còmplices.

## Repartiment
- Terence Hill: Kid
- Bud Spencer: Ben
- John Sharp: el Boss
- Donald Pleasence: El Doctor
- Paty Shepard: Liza
- Deogracias Huerta: Attila
- Manuel de Blas: Paganini
- Luis Barbero: Jeremias
- Emilio Laguna: el conductor

## Al voltant de la pel·lícula
En aquesta pel·lícula, la primera escena de baralla no arriba fins al minut 41.
Excepcionalment, en aquesta nova reunió del duo Hill-Spencer, l'actor-acròbata Riccardo Pizzuti no apareix.